# هیومن تاون
هیومن تاون (به لاتین: Humen Town) یک شهرک در جمهوری خلق چین است که در دونگوان واقع شده‌است. هیومن تاون ۵۷۷٬۵۴۸ نفر جمعیت دارد.